# Néfer

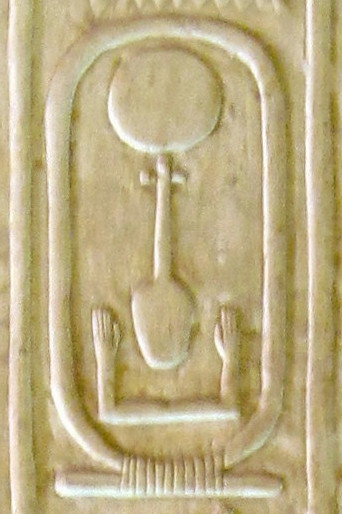
Hiéroglyphe nfr situé au centre du cartouche.

Néfer est un prénom masculin de l'Égypte antique, signifiant littéralement « le beau ». Il est noté par l'hiéroglyphe F35 de la liste de Gardiner. 
On trouve cette racine dans des noms connus : Néferkarê (nfr-kA-ra), « parfait est le ka de Rê » ; Néfermaât (Nfr-Mȝˁ.t), «  beauté/perfection de la justice (Maât) » ; Néferhotep (Nfr-ḥtp) « beau et en paix ».
L'équivalent féminin, « la belle », est Néferet (Nfr.t). On trouve cette racine dans des noms connus : Néfertiti (Nfr.t-jty), « la belle est venue » ; Néfertari, « la plus belle de toutes ».